# Helina parsura
Helina parsura är en tvåvingeart som först beskrevs av Giglio-tos 1893.  Helina parsura ingår i släktet Helina och familjen husflugor. Inga underarter finns listade i Catalogue of Life.